# Айзіс Поґсон
Елізабет Айзіс Поґсон, у шлюбі Кент (англ. Elizabeth Isis Pogson; 28 вересня 1852, Оксфорд — 14 травня 1945, Лондон) — британська астрономка. Одна з перших жінок, що стала членкинею Королівського астрономічного товариства.

## Життєпис
Айзіс Погсон народилася 28 вересня 1852 в Оксфорді. Вона була дочкою британського астронома Нормана Поґсона від першого шлюбу. Ім'я «Айзіс» дівчинці дали на честь однойменної річки: так називають ту частину Темзи, яка протікає через Оксфорд. Пізніше батько назвав на честь дочки відкритий ним астероїд (42) Ісіда.
Айзіс Поґсон з раннього віку проявляла інтерес до астрономії та математики, яким її навчав батько. Пізніше почала допомагати батькові в його роботі. 1860 року його призначили астрономом Мадраської обсерваторії в Індії, і сім'я вирушила туди. 1873 року Айзіс, попри слабке здоров'я, почала працювати в обсерваторії обчислювачкою, ймовірно, через фінансові потреби. Від 1873 до 1896 року вона також допомагала батькові в астрономічних дослідженнях і вела метеорологічні спостереження.
У 1878 і 1881 роках Айзіс Поґсон відкрила дві нові туманності в сузір'ях Жертовник і Фенікс. 1887 року її призначено управителькою метеорологічних станцій. Айзіс продовжила працювати в обсерваторії і після смерті батька 1891 року. Потім вона вступила в шлюб і повернулася до Англії.
1886 року троє членів Королівського астрономічного товариства представили кандидатуру Айзіс Поґсон на отримання членства. Багато інших наукових товариств на той час вже почали приймати до своїх лав жінок, проте Астрономічне товариство залишалося щодо цього гранично консервативним. Розглянувши питання, рада постановила, що використання займенника «він» протягом усього тексту статуту даного товариства унеможливлює вступ до нього жінок. Члени товариства, які пропонували прийняти до нього Погсон, погодилися з цим рішенням, і її кандидатуру відкликали. Лише 1920 року Айзіс Погсон все ж стала членкинею Астрономічного товариства.
Айзіс Поґсон померла 14 травня 1945 року в Лондоні.